# Vasili Agapkin
Vasili Agapkin (în rusă Василий Иванович Агапкин; n. 22 ianuarie/3 februarie 1884, Șancerovo, Jmurovo⁠(d), Regiunea Reazan, Rusia – d. 29 octombrie 1964, Moscova, RSFS Rusă, URSS a fost un compozitor rus. Este cunoscut în special pentru marșul „Rămas bun de la Slavianka”.